# 尤塔·基斯特
尤塔·基斯特（德語：Jutta Kirst，1954年11月10日—），旧姓克劳特武斯特（Krautwurst），德国女子田径运动员。她曾代表东德参加1980年夏季奥林匹克运动会田径比赛，获得女子跳高铜牌。